# Pseudagrion pterauratum
Pseudagrion pterauratum är en trollsländeart som beskrevs av Aguesse 1968. Pseudagrion pterauratum ingår i släktet Pseudagrion och familjen dammflicksländor. Inga underarter finns listade i Catalogue of Life.